# Selenowo (Kaliningrad)
Selenowo (russisch Зеленово, deutsch Minchenwalde, 1938–1945 Lindenhorst (Ostpr.)) ist eine Siedlung im Rajon Polessk in der russischen Oblast Kaliningrad. Der Ort gehört zur kommunalen Selbstverwaltungseinheit Stadtkreis Polessk. Zu Selenowo gehören auch die Überbleibsel des ehemaligen Piplin/Timberhafen.

## Geographische Lage
Selenowo liegt etwa sechs Kilometer nordwestlich von Salessje. Salessje ist auch die nächste Bahnstation an der Bahnstrecke Kaliningrad–Sowetsk (Königsberg–Tilsit).

## Geschichte
Der Ort wurde von Hillel Jankel Finkelstein, dem Besitzer der nach den Befreiungskriegen vom Fiskus verkauften Domäne Mehlauken im Jahr 1828 im Kreis Labiau gegründet. Er ließ das Land parzellieren und gab nach dem Namen seiner kleinen Tochter der Ansiedlung den Namen Minchenwalde. Der Ort war zunächst als Kätner-Kolonie dem Domänen-Forsthaus Alt Sternberg angehörig. Um 1900 wurde Minchenwalde zu einer Landgemeinde im Amtsbezirk Alt Sternberg. Im Jahr 1910 hatte der Ort 717 Einwohner. 1931 wurde Minchenwalde in den Amtsbezirk Piplin umgegliedert. Im Jahr 1933 betrug die Einwohnerzahl noch 582. 1938 wurde der Ort in Lindenhorst (Ostpr.) umbenannt. 1939 waren hier 532 Einwohner registriert.
Nach dem Anschluss des nördlichen Ostpreußens an die Sowjetunion in Folge des Zweiten Weltkriegs wurde der Ort 1947 in Selenowo (etwa „Gründorf“) umbenannt und gleichzeitig dem Dorfsowjet Salessowski selski Sowet im Rajon Bolschakowo zugeordnet. Seit 1965 gehört der Ort zum Rajon Polessk. Von 2008 bis 2016 gehörte Selenowo zur Landgemeinde Salessowskoje selskoje posselenije und seither zum Stadtkreis Polessk. Heute stehen hier nur noch wenige Häuser.

## Kirche
Minchenwalde hatte eine starke Präsenz von Baptisten, die hier eine Kapelle mit 200 Sitzplätzen errichteten, die allerdings 1874 niederbrannte.
Evangelisch war Minchenwalde resp. Lindenhorst bis 1945 an die Kirche Mehlauken (1938 bis 1946: Liebenfelde, heute russisch: Salessje) gebunden, die zum Kirchenkreis Labiau in der Kirchenprovinz Ostpreußen der Evangelischen Kirche der Altpreußischen Union gehörte. Heute liegt Selenowo im Einzugsbereich der neu entstandenen evangelisch-lutherischen Gemeinde in Bolschakowo (Groß Skaisgirren, 1938 bis 1946 Kreuzingen), einer Filialgemeinde in der Kirchenregion der Salzburger Kirche in Gussew (Gumbinnen). Sie ist Teil der Propstei Kaliningrad der Evangelisch-lutherischen Kirche Europäisches Russland.